# Fascioloides magna
Fascioloides magna – gatunek przywry pasożytującej u licznych gatunków przeżuwaczy w Ameryce Północnej i Europie.

## Historia
Uważa się, że gatunek pochodzi z Ameryki Północnej, został jednak opisany naukowo w drugiej połowie XIX wieku we Włoszech. Bassi w 1875 roku pod Turynem zaobserwował epidemię choroby pasożytniczej u jeleni podobnej do fasciolozy, i nazwał pasożyta Distomum magnum. Stiles w Stanach Zjednoczonych w 1894 roku przedstawił szczegółowy opis gatunku, nazwanego przezeń Fasciola magna. Ward w 1917 na podstawie istotnych różnic w anatomii tej przywry utworzył dla niej osobny rodzaj Fascioloides. Cykl rozwojowy gatunku poznany został dzięki pracom Swalesa.